# Калчинара-Коломбаја Фугаца (Пјаченца)
Калчинара-Коломбаја Фугаца је насеље у Италији у округу Пјаченца, региону Емилија-Ромања.
Према процени из 2011. у насељу је живело 64 становника. Насеље се налази на надморској висини од 236 м.